# Casablanca (film)
Casablanca è un film del 1942 diretto da Michael Curtiz e interpretato da Humphrey Bogart, Ingrid Bergman e Paul Henreid.
Basato sull'opera teatrale Everybody Comes to Rick's di Murray Burnett e Joan Alison, è girato e ambientato durante la seconda guerra mondiale. Il film narra la storia di un ex contrabbandiere statunitense (Bogart) espatriato a Casablanca e costretto a scegliere tra l'amore per una vecchia fiamma (Bergman) e il sacrificio della propria felicità, aiutandola a mettersi in salvo assieme al marito (Henreid), eroe della resistenza antinazista.
È considerato il film più popolare dell'età d'oro di Hollywood, uno dei più celebri e citati della storia del cinema, con battute entrate nell'immaginario collettivo e personaggi divenuti iconici, e fonte d'ispirazione per numerose altre opere.
Ricevette otto candidature ai premi Oscar ottenendo quelli per il miglior film, miglior regista e migliore sceneggiatura.
Nel 1989 il film è stato selezionato per la conservazione nel National Film Registry degli Stati Uniti dalla Biblioteca del Congresso come "culturalmente, storicamente o esteticamente significativo". Nel 1997 è stato introdotto nella Hall of Fame della Online Film & Television Association. Nel 1998 è risultato 2º nella lista dei 100 migliori film statunitensi di sempre dell'American Film Institute (preceduto da Quarto potere) mentre nell'edizione aggiornata del 2007 è sceso al 3º posto. Nel 2006 la Writers Guild of America, West ha giudicato quella di Casablanca la migliore sceneggiatura di tutti i tempi.

## Trama
Casablanca, Marocco francese, seconda guerra mondiale. L'espatriato statunitense Rick Blaine gestisce il Rick's Café Américain nella città controllata dal regime filonazista del Governo di Vichy. Blaine ha un passato di contrabbandiere d'armi in favore degli etiopi durante l'invasione italiana del 1935 e di combattente repubblicano durante la guerra civile spagnola del 1936, ma sembra essere diventato un uomo cinico e dichiaratamente neutrale riguardo alle vicende politiche e belliche che stanno accadendo.

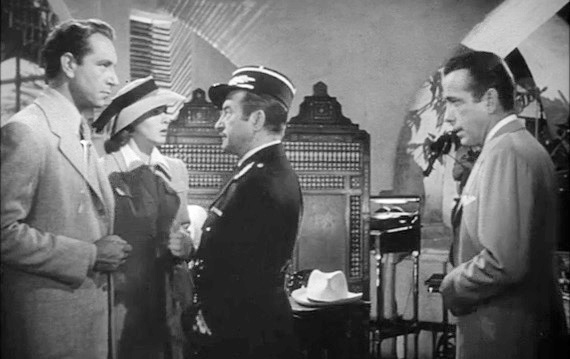
L'incontro tra Rick, Ilsa, Victor Laszlo e il capitano Renault al Rick's Café Américain

Una sera arriva nel suo locale Guillermo Ugarte, un malvivente molto conosciuto nella zona che ha con sé due lettere di transito rubate, reato aggravato dalla morte di due soldati tedeschi che le trasportavano. Le lettere di transito sono documenti che consentono di lasciare Casablanca sull'aereo che conduce a Lisbona permettendo, una volta arrivati, di potersi recare negli Stati Uniti grazie alla condizione di neutralità del Portogallo. Ugarte ha intenzione di venderle al miglior offerente e per questo ha organizzato un incontro con un compratore nel locale di Rick. Tuttavia, dopo aver consegnato le lettere a quest'ultimo affinché le custodisca, viene arrestato dai poliziotti del capitano Louis Renault, un funzionario francese della Repubblica di Vichy che intende dimostrare in questo modo la propria efficienza al maggiore Heinrich Strasser, ufficiale tedesco giunto in città per controllare l'efficacia delle misure contro ricercati e dissidenti.
Il giorno successivo giunge a Casablanca la profuga norvegese Ilsa Lund insieme al marito Victor Laszlo, uno stimato leader della resistenza cecoslovacca ricercato dalla Gestapo dopo essere fuggito da un campo di concentramento. L'arrivo della donna getta nello sconforto Rick, che è ancora innamorato di lei dopo una storia d'amore vissuta a Parigi nei giorni dell'occupazione della città, ma che non riesce a perdonarle di averlo abbandonato al momento della sua partenza dopo l'arrivo dei tedeschi. Ilsa giustifica il suo comportamento con la convinzione che il marito fosse morto ma, dopo aver scoperto che era ancora vivo, aveva deciso di riunirsi a lui senza fornire spiegazioni all'innamorato.

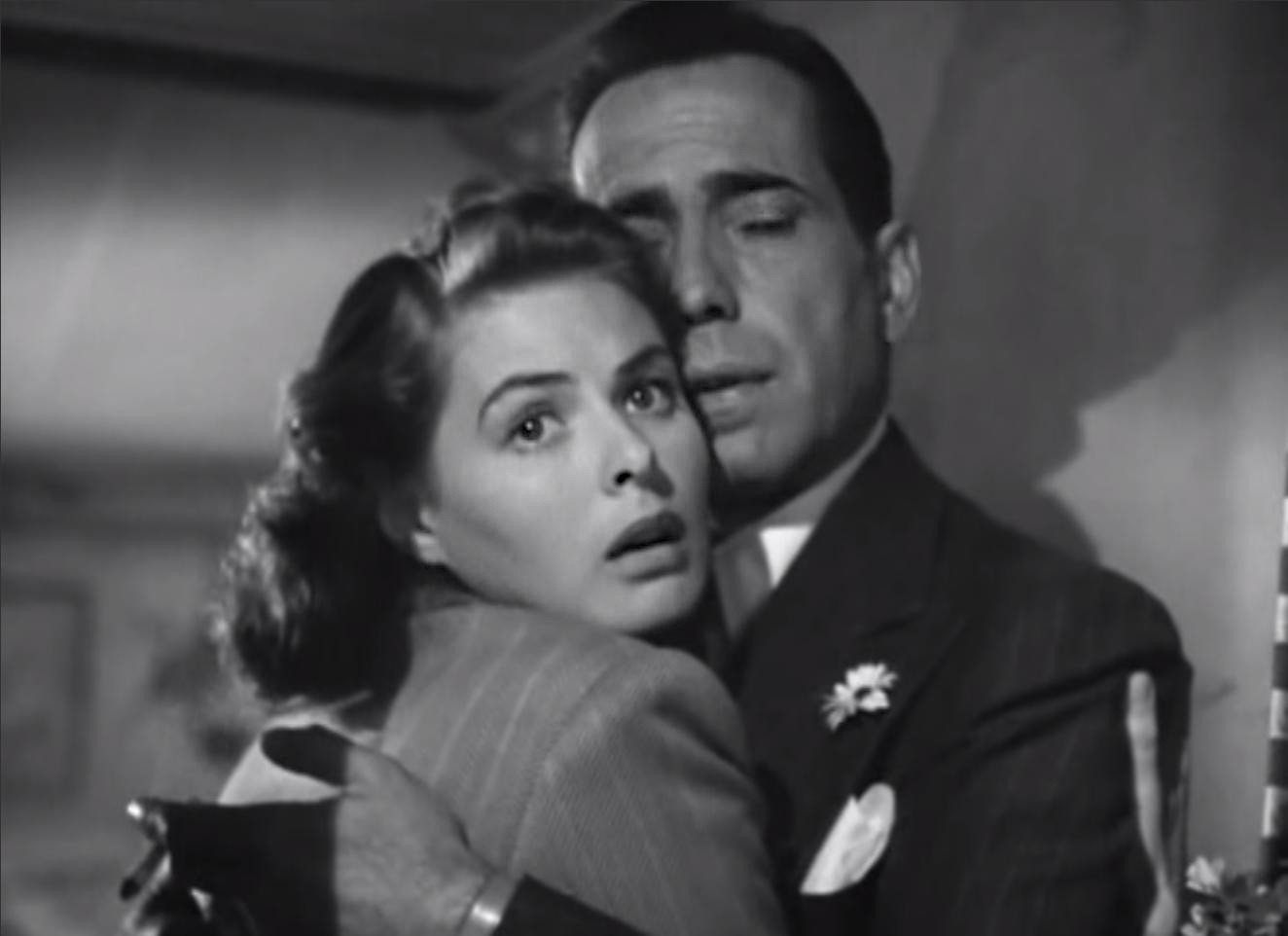
Rick e Ilsa nel flashback di Parigi

La situazione di pericolo a cui è esposto a Casablanca induce Laszlo a tentare di procurarsi due lettere di transito per fuggire con Ilsa in America e proseguire la lotta al nazismo. Per questo, i due si rivolgono a Ferrac, un faccendiere che comanda il mercato nero di Casablanca e che tuttavia si rifiuta di aiutarli per evitare il pericolo che rappresenterebbe fiancheggiare l'esule, informandoli però che Rick è in possesso delle due lettere consegnategli da Ugarte. Rick non vorrebbe consegnare le lettere a nessun prezzo, da un lato per vendicarsi con Ilsa della sofferenza subita e dall'altro perché l'incontro con la donna ha ridato più che mai forza al suo amore per lei. Vorrebbe trattenerla con sé, ma il suo comportamento cambia quando, parlando con Laszlo, questi insiste perché Rick e Ilsa partano insieme, dimostrandosi disposto a perdere la propria donna pur di saperla al sicuro all'estero.
Colpito dallo spirito di sacrificio e dall'amore di Laszlo, e ricordando al contempo il proprio passato patriottico, Rick elabora un piano: facendo il doppio gioco, promette a Renault di consegnargli Laszlo quando gli farà avere le lettere nel proprio locale, ma al momento dello scambio minaccia Renault e lo costringe a fare una telefonata per garantirsi libero il passaggio e accompagnare lui, Laszlo e Ilsa all'aeroporto. Il francese però finge di telefonare all'aeroporto e avvisa invece Strasser, che si precipita per raggiungerli allo scopo di bloccarli.
Durante l'attesa per la partenza, Ilsa è tentata di rimanere con Rick in nome dell'amore che prova ancora per lui, ma questi la convince a partire insieme al marito. Mentre il velivolo con a bordo Victor e Ilsa inizia a rullare verso la pista di decollo, Strasser giunge trafelato e tenta di contattare la torre di controllo per bloccare i fuggitivi, ma viene ucciso da Rick. L'aereo parte indisturbato e, all'arrivo dei gendarmi, Renault rivela la sua natura di patriota ordinando ai colleghi di «fermare i soliti sospetti» e proponendo a Rick di fuggire insieme a Brazzaville, nell'Africa Equatoriale Francese controllata dalle forze della Francia libera, inaugurando tra loro quella che Rick definisce «una bella amicizia».

## Produzione

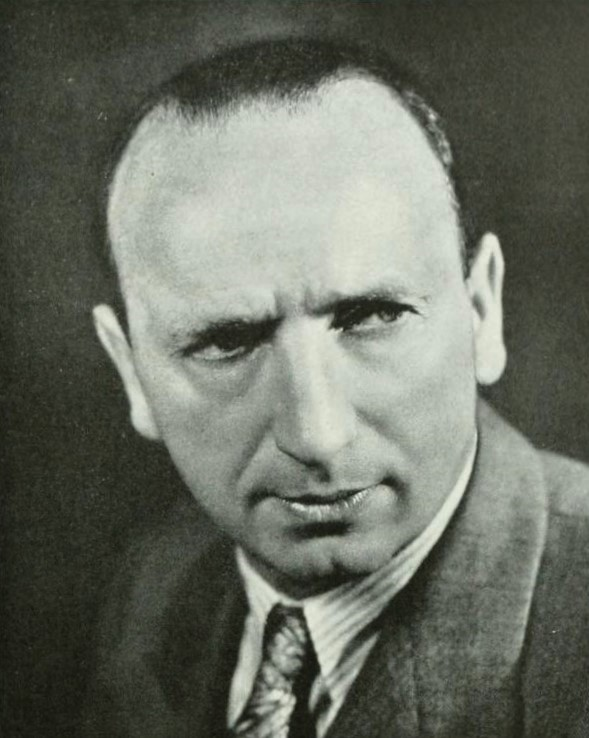
Il regista Michael Curtiz

Nel gennaio 1942, su suggerimento della story editor Irene Lee Diamond, la Warner Bros. acquistò per 20 mila dollari i diritti di Everybody Comes to Rick's, opera teatrale scritta nell'estate 1940 da Murray Burnett e Joan Alison e mai rappresentata. All'epoca si trattò di una somma record, soprattutto considerando che era la prima opera di due giovani scrittori mai andata in scena a Broadway e che in passato la stessa Warner Bros. aveva pagato Dashiell Hammett solo 8 mila dollari per Il mistero del falco.
Secondo alcune fonti, la prima scelta del produttore Hal B. Wallis per dirigere il film fu William Wyler, che però non mostrò alcun interesse per il progetto. Furono quindi presi in considerazione William Keighley, Vincent Sherman e Michael Curtiz, che rimase subito affascinato dal duplice concetto della guerra e della relazione sentimentale tra i due protagonisti. La scelta finale ricadde sul regista di origine ungherese, anche se Howard Hawks affermò in un'intervista che lui stesso avrebbe dovuto dirigere Casablanca mentre Curtiz era destinato alla regia di Il sergente York e che i due registi convennero che sarebbero stati più adatti l'uno al progetto dell'altro.

### Sceneggiatura
Lo sviluppo della sceneggiatura fu affidato a Philip e Julius Epstein, che all'inizio del 1942 lavorarono a partire da una bozza di Wally Klein e Aeneas MacKenzie. Secondo alcune fonti i due realizzarono una prima versione prima di recarsi a Washington per dedicarsi alla serie di documentari bellici Why We Fight di Frank Capra. Durante le quattro settimane di assenza il lavoro fu proseguito da Howard Koch, mentre Lenore Coffee e Casey Robinson contribuirono curando gli aspetti romantici e la costruzione del personaggio di Victor Laszlo.
A tale proposito, secondo quanto dichiarato da Julius Epstein in un'intervista del 1983 le cose sarebbero andate in un altro modo: «Non scrivemmo una riga prima di andare a Washington. Ci andammo e rimanemmo per quattro settimane. E quando tornammo, c'erano trenta o quaranta pagine scritte da Howard Koch. Detto tra noi, non erano molto soddisfatti. Il suo materiale non fu usato».
La sceneggiatura fu rimaneggiata più volte, anche per seguire gli eventi legati alla seconda guerra mondiale, e continuò a essere sviluppata ben oltre l'inizio delle riprese. «Quando abbiamo iniziato non avevamo una sceneggiatura finita», ha dichiarato in seguito Howard Koch, «Ingrid Bergman venne da me e mi disse, "Quale uomo dovrei amare di più?" Le dissi "Non lo so... fallo con entrambi allo stesso modo". Non avevamo un finale, quindi non sapevamo cosa sarebbe successo!» Quando due terzi del film furono girati, Koch iniziò a consegnare pagine di dialoghi sul set il giorno stesso in cui una scena doveva essere girata. Secondo le sue parole, lo sceneggiatore avrebbe voluto dare più rilevanza alla lotta contro il fascismo, mentre Michael Curtiz intendeva enfatizzare la storia d'amore: «Sorprendentemente questi approcci disparati in qualche modo si sono intrecciati e forse è stato in parte questo tiro alla fune tra Curtiz e me che ha dato al film un certo equilibrio».
Nel 1982 il giornalista Chuck Ross ebbe l'idea di condurre un esperimento per verificare se gli addetti ai lavori di Hollywood riuscissero a riconoscere un'opera della grandezza di Casablanca. Inviò quindi a 217 agenzie iscritte alla Writers Guild of America la sceneggiatura originale, sostituendo il titolo del film con quello dell'opera teatrale Everybody Comes to Rick's e cambiando il nome del personaggio di Sam in Dooley (da quello di Dooley Wilson, l'attore che lo interpretava). Delle 85 agenzie che lessero la sceneggiatura solo 33 furono in grado di riconoscerla, 4 si offrirono di acquistarla (uno dei commenti fu che sarebbe stato un buon prodotto per la televisione), mentre la maggior parte delle restanti la rifiutò ritenendo i dialoghi eccessivi e la trama troppo debole».
A una sola settimana dalla fine delle riprese non c'era ancora un finale soddisfacente. Nell'opera originale, Rick si consegnava ai nazisti, ma Hal B. Wallis temeva che il pubblico non avrebbe accettato facilmente un simile epilogo, soprattutto per un protagonista come Humphrey Bogart. «Hal Wallis aveva settantacinque scrittori che cercavano di trovare un finale», ha dichiarato in seguito Julius Epstein, «tutti in studio stavano cercando di trovare un finale. Erano in preda al panico...» Vennero quindi prese in considerazione alcune alternative, tra cui la possibilità che Rick e Ilsa rimanessero insieme a Casablanca o che Rick venisse ucciso, aiutando Ilsa e Victor a fuggire. Fu discussa anche la possibilità che Victor venisse ucciso, permettendo a Rick e Ilsa di andarsene insieme, ma come Casey Robinson scrisse a Wallis, il finale del film «era fatto per un colpo di scena quando Rick la manda sull'aereo con Laszlo. Così facendo, non sta solo risolvendo un triangolo amoroso. Sta costringendo la ragazza a essere all'altezza della sua natura idealista, spingendola a portare avanti il lavoro che in questi giorni è molto più importante dell'amore di due piccole persone». Alla fine, Philip e Julius Epstein trovarono la soluzione: Rick avrebbe ucciso Strasser per permettere la fuga di Ilsa e Victor in aereo e Renault lo avrebbe coperto pronunciando la nota battuta «Fermate i soliti sospetti».
Wallis avrebbe voluto chiudere il film con una frase ottimista pronunciata da Rick a Renault e propose due alternative. Alla fine fu lui stesso a scegliere quella presente nel film («Louis, forse oggi noi inauguriamo una bella amicizia») rispetto alla seconda scelta: «Louis, avrei potuto sapere che avresti mischiato il tuo patriottismo con un piccolo furto».
Sebbene alcune fonti affermino che la decisione di far partire Ilsa con Victor rimase in dubbio fino al momento di girare la scena, alcuni documenti conservati nella USC School of Cinematic Arts di Los Angeles hanno rivelato che si trattava del finale dell'opera originale e che era già presente nella prima bozza della sceneggiatura. Inoltre, come ha sottolineato il critico Roger Ebert nel 1992, difficilmente la Production Code Administration avrebbe approvato la decisione di Ilsa di lasciare il marito eroe di guerra e di restare con il suo amante.
La sceneggiatura dovette in ogni caso affrontare le considerazioni dell'ufficio diretto da Joseph Breen, che il 21 maggio 1942 inviò una lettera a Jack L. Warner nella quale si oppose alla rappresentazione dell'abitudine di Renault di sedurre le donne in cambio delle lettere di transito. La PCA obiettò anche al fatto che Ilsa fosse sposata per tutto il tempo in cui aveva avuto una storia d'amore con Rick a Parigi e sottolineò che la sceneggiatura non doveva implicare che Ilsa fosse andata a letto con Rick prima di chiedere le lettere di transito. Furono perciò apportate diverse modifiche e alcuni dialoghi furono cambiati. Tutti i riferimenti diretti al sesso furono eliminati, mentre la vendita delle lettere di transito da parte di Renault in cambio di favori sessuali e la precedente relazione tra Rick e Ilsa divennero meno esplicite.

### Cast

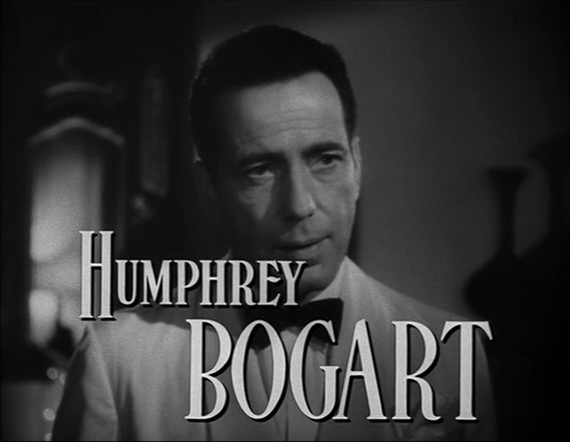
Humphrey Bogart è Rick Blaine

Il 5 gennaio 1942, The Hollywood Reporter annunciò che per i ruoli di Rick e Ilsa erano stati scelti Ronald Reagan e Ann Sheridan. La notizia si basava su un comunicato stampa diffuso dalla Warner Bros., probabilmente al fine di fornire pubblicità indiretta per i due attori. Lo studio sapeva infatti che Reagan non poteva rappresentare una reale possibilità per il ruolo di Rick perché una volta terminato di recitare in L'avventura impossibile era stato reclutato nella Riserva della US Cavalry e dopo il recente attacco di Pearl Harbor sarebbe stato chiamato in servizio attivo.
Nella sua autobiografia del 1980 Starmaker, Hal B. Wallis ha affermato che il ruolo di Rick venne inizialmente offerto a George Raft. I documenti della Warner Bros. dimostrano tuttavia che la prima scelta del produttore era Humphrey Bogart. Jack L. Warner inviò al produttore un promemoria chiedendo cosa ne pensasse di Raft. Wallis si mostrò perplesso soprattutto per il fatto che in passato l'attore aveva già rifiutato diverse proposte (tra cui Il lupo dei mari, Il circo insanguinato, Il mistero del falco, Sesta colonna) e rispose dopo due settimane: «Bogart è l'ideale, è stato scritto per lui».

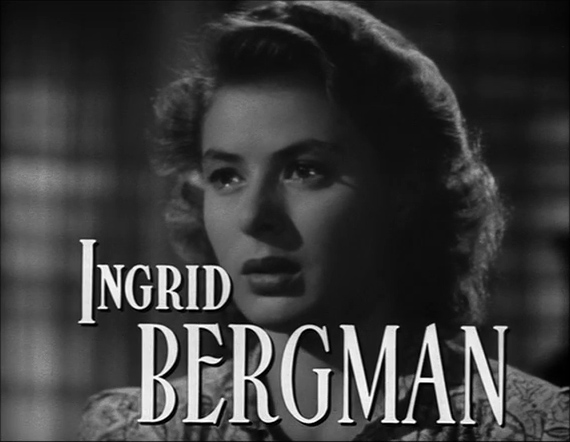
Ingrid Bergman è Ilsa Lund

Per il ruolo di Ilsa furono prese in considerazione Lena Horne, Hedy Lamarr, che la MGM si rifiutò di prestare alla Warner Bros., e Michèle Morgan. L'attrice francese sostenne un provino, ma la RKO Pictures, con cui era sotto contratto, chiese 55 mila dollari e lo studio le preferì la stella nascente Ingrid Bergman, dato che David O. Selznick aveva chiesto la metà dei soldi e il prestito di Olivia de Havilland. Negli anni successivi la Bergman ha dichiarato: «Sento che Casablanca ha una vita propria. Ha un qualcosa di mistico. Sembra aver colmato un bisogno, un bisogno che c'era prima del film, un vuoto che il film ha colmato».
La prima scelta della produzione per il ruolo di Victor Laszlo fu l'attore olandese Philip Dorn. Data la sua indisponibilità vennero considerati Joseph Cotten e Jean-Pierre Aumont, ma alla fine la parte fu assegnata al triestino Paul Henreid. Per quella del maggiore Strasser venne, invece, considerato il regista di origine austriaca Otto Preminger, ma anche in questo caso lo studio con cui era sotto contratto rifiutò di prestarlo e venne scelto l'attore di origine tedesca Conrad Veidt, preso in prestito dalla MGM.

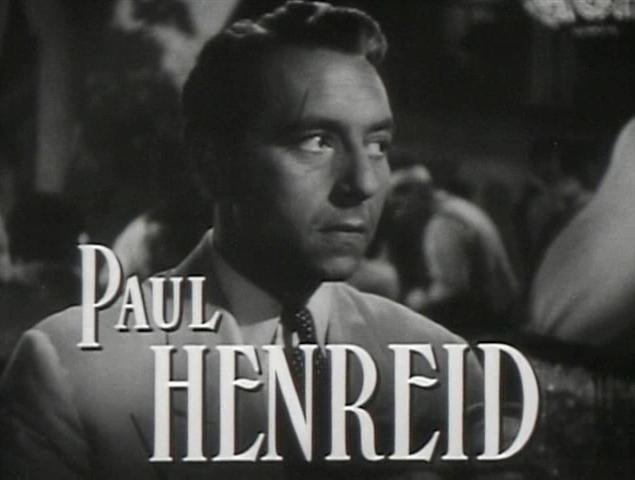
Paul Henreid è Victor Laszlo

Per il ruolo del pianista Sam venne scritturato l'attore e compositore Clarence Muse, anche se la produzione considerò la possibilità di cambiare il personaggio da maschile a femminile, con Lena Horne ed Ella Fitzgerald tra i nomi suggeriti. L'accordo con Muse fallì per motivi sconosciuti e la Warner Bros. lo sostituì con Dooley Wilson, che in realtà era un batterista professionista e non sapeva suonare il pianoforte. Per questo il piano venne suonato fuori campo dal compositore Elliot Carpenter.
Nel film recitarono attori di 34 nazionalità diverse, molti dei quali erano fuggiti dai rispettivi Paesi dopo l'avvento del nazismo e lo scoppio della seconda guerra mondiale. Tra questi, oltre ai già citati Paul Henreid e Conrad Veidt, figuravano attori altrettanto affermati come il tedesco Curt Bois (il borseggiatore) e gli ungheresi Peter Lorre (Ugarte) e S.Z. Sakall (Carl). Gli unici nati negli Stati Uniti tra quelli accreditati erano Humphrey Bogart, Dooley Wilson e Joy Page, figlia della seconda moglie di Jack L. Warner che fece il suo debutto nella parte della giovane rifugiata bulgara Annina.
Tra gli attori non accreditati figurano gli italoamericani Gino Corrado (uno dei camerieri del Rick's Café), Franco Corsaro (un poliziotto francese) e Frank Puglia (il venditore arabo di tessuti), il francese Marcel Dalio (Emil, il croupier del Rick's Café) e il messicano George J. Lewis (il venditore di scimmie), noto in seguito per il ruolo di Don Alejandro de la Vega nella serie Tv Zorro.

### Riprese
Le riprese furono effettuate dal 25 maggio (anziché dal 10 aprile come inizialmente previsto) al 3 agosto 1942 con un costo di produzione di circa 1 milione di dollari, 75 mila dollari oltre il budget messo a disposizione dallo studio. La maggior parte del film fu girata nei Warner Bros. Studios di Burbank, inclusa la scena finale della partenza di Ilsa e Victor Laszlo, mentre quella raffigurante l'arrivo del maggiore Strasser a Casablanca fu girata al Metropolitan Airport di Van Nuys a Los Angeles. Le scene in esterna relative al flashback di Parigi furono girate utilizzando la strada appena costruita per il film Il canto del deserto. Il montaggio delle sequenze girate dalla seconda unità, come quella d'apertura con il cammino dei rifugiati e quella dell'invasione della Francia, fu diretto da Don Siegel, futuro regista di film come L'invasione degli ultracorpi e Ispettore Callaghan: il caso Scorpio è tuo!.

## Colonna sonora

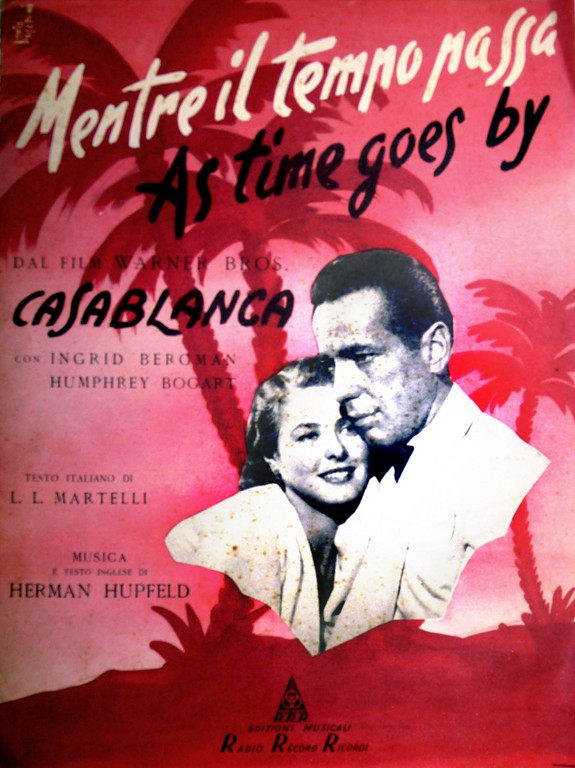
Copertina dello spartito musicale in italiano di As Time Goes By

La musica fu scritta da Max Steiner, già autore delle colonne sonore di King Kong e Via col vento. Steiner avrebbe preferito utilizzare una sua composizione al posto del brano As Time Goes By (scritto da Herman Hupfeld nel 1931 e già presente nell'opera teatrale), ma ciò non fu possibile perché avendo terminato le riprese, Ingrid Bergman aveva già tagliato i capelli per interpretare il ruolo di Maria nel film Per chi suona la campana e non era disponibile per la ripetizione delle sequenze in cui era presente la canzone. Il compositore decise quindi di basare l'intera partitura su questo brano e sulla Marsigliese, trasformandoli in Leitmotive che si alternavano per riflettere differenti stati d'animo.
Il pianoforte suonato da Sam nel flashback di Parigi è stato venduto all'asta nel 1988 a un collezionista giapponese per 154 mila dollari. Nel 2012 è stato messo di nuovo all'asta da Sotheby's ed è stato acquistato per oltre 600 mila dollari da un offerente rimasto anonimo. Quello che Sam suona nelle scene al Rick's Café, acquistato da un collezionista privato che nel 1996 lo ha donato al Warner Bros. Museum, è stato venduto nel 2014 per 3,4 milioni di dollari, insieme ad altri cimeli cinematografici messi all'asta da Bonhams a New York.
Nella sequenza del «duello degli inni» tra Strasser e Laszlo al Rick's Café, il brano opposto alla Marsigliese avrebbe dovuto essere l'inno nazista Horst-Wessel-Lied, ma, poiché era ancora protetto da copyright internazionale, fu utilizzata la canzone patriottica Die Wacht am Rhein. L'inno nazionale tedesco Das Lied der Deutschen venne utilizzato più volte in modo minore come filo conduttore della minaccia tedesca, nella scena in cui viene annunciato che l'esercito tedesco raggiungerà Parigi il giorno successivo e in quella finale, in cui lascia il posto all'inno francese dopo che Strasser è stato ucciso.
La colonna sonora è stata pubblicata per la prima volta nel 1997 su CD dalla Turner Entertainment in collaborazione con la Rhino Records. Oltre alle canzoni già citate, alcune composizioni originali di Steiner e frammenti di dialoghi del film, sono inclusi i seguenti brani:
- It Had to Be You, scritto da Isham Jones e Gus Kahn
- Shine, scritto da Ford Dabney, Cecil Mack e Lew Brown
- Avalon, scritto da Al Jolson, Buddy DeSylva e Vincent Rose
- The Very Thought of You, scritto da Ray Noble
- Knock on Wood, scritto da M.K. Jerome e Jack Scholl appositamente per il film ed eseguito al pianoforte da Elliot Carpenter

## Distribuzione

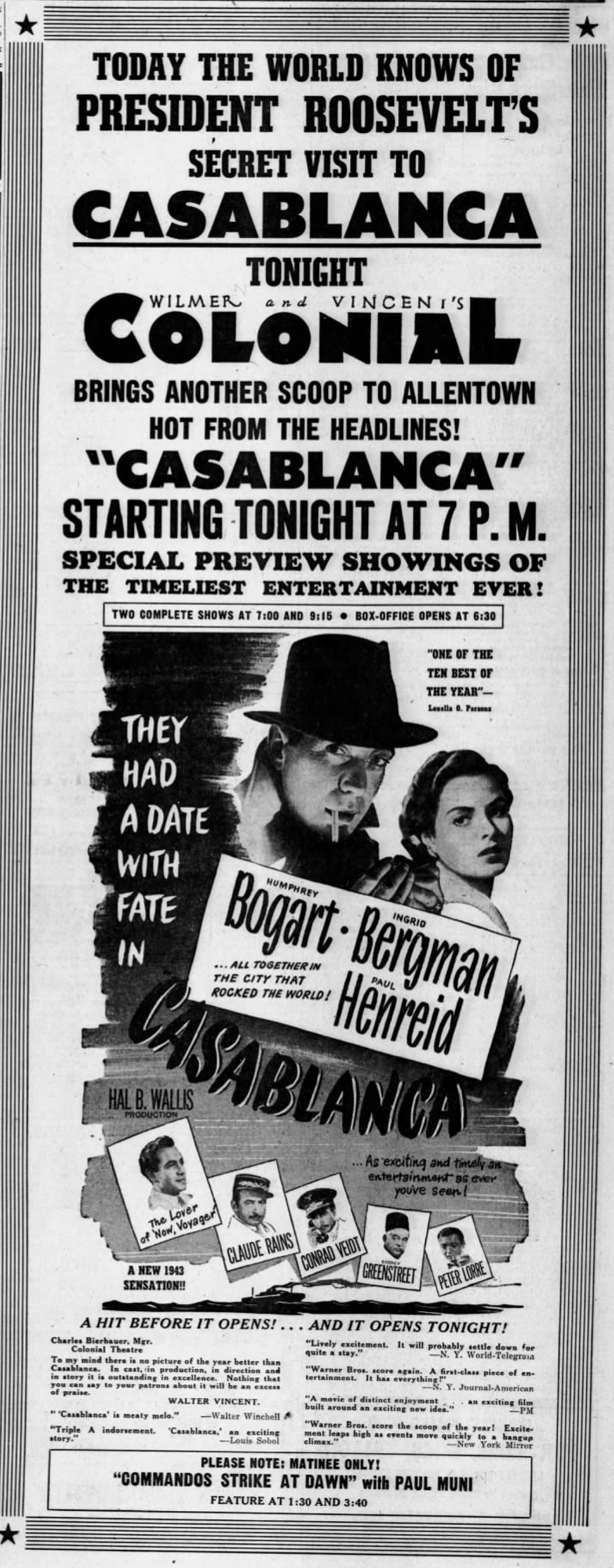
Una locandina del film

L'uscita del film, inizialmente prevista per la tarda primavera del 1943, fu anticipata al novembre 1942 per sfruttare l'importanza assunta dall'Operazione Torch nei titoli dei giornali, dopo che le forze alleate erano sbarcate nella Casablanca occupata dalle potenze dell'Asse.
I dirigenti della Warner Bros. proposero anche di modificare il film per riflettere gli eventi e girare una nuova scena con Rick e il capitano Renault che apprendevano dell'invasione. I piani furono bloccati a causa degli impegni di Claude Rains e dal suggerimento del produttore David O. Selznick, che dopo aver visto il film disse a Jack L. Warner che sarebbe stato pazzo a modificare il finale e che avrebbe dovuto distribuire il film al più presto per legarlo all'invasione.
Il 26 novembre il film fu proiettato in anteprima all'Hollywood Theater di New York e fu distribuito dal 15 gennaio 1943 nel Regno Unito e dal successivo 23 gennaio negli Stati Uniti. Nello stesso periodo proprio a Casablanca si tenne la conferenza per pianificare la strategia europea degli alleati, alla quale parteciparono Francia, Stati Uniti e Regno Unito e che fornì al film ulteriore pubblicità gratuita.

### Data di uscita
- 15 gennaio 1943 nel Regno Unito (Casablanca)
- 23 gennaio negli Stati Uniti (Casablanca)
- 4 marzo in Messico (Casablanca)
- 7 aprile in Argentina (Casablanca)
- 9 aprile in Uruguay (Casablanca)
- 7 luglio in Cina (北非谍影)
- 17 settembre in Brasile (Casablanca)
- 11 ottobre in Grecia (Καζαμπλάνκα) e Svezia (Casablanca)
- 8 dicembre 1944 in Australia (Casablanca)
- 17 maggio 1945 in Portogallo (Casablanca)
- 28 dicembre in Finlandia (Casablanca)
- 5 gennaio 1946 in Turchia (Casablanca)
- 22 febbraio in Belgio (Casablanca)
- 16 giugno in Giappone (カサブランカ)

- 25 giugno in Norvegia (Casablanca)
- 31 ottobre in Danimarca (Casablanca)
- 21 novembre in Italia (Casablanca)
- 19 dicembre in Spagna (Casablanca)
- 30 gennaio 1947 in Ungheria (Casablanca)
- 31 gennaio a Taiwan (北非諜影)
- 4 aprile nei Paesi Bassi (Casablanca)
- 23 maggio in Francia (Casablanca)
- 10 luglio in Polonia (Casablanca)
- 1º luglio 1948 a Hong Kong (Casablanca)
- 10 settembre in Austria (Casablanca)
- 16 gennaio 1949 in Corea del Sud (카사블랑카)
- 16 marzo 1950 nelle Filippine (Casablanca)
- 29 agosto 1952 in Germania Ovest (Casablanca)

### Censura
Il 19 marzo 1943 il film fu bandito in Irlanda per aver ritratto la Francia di Vichy e la Germania nazista sotto una «luce sinistra», violando l'Emergency Powers Order che preservava la neutralità del Paese in tempo di guerra. Il 15 giugno 1945, poco dopo la revoca dell'EPO, il film fu approvato, ma dovette subire alcuni tagli che stavolta avevano a che fare con la storia d'amore tra Rick e Ilsa. Nonostante quest'ultima fosse convinta di essere rimasta vedova, la censura considerò il fatto che in realtà era ancora sposata e la sua relazione con Rick fu considerata contraria alla visione cattolica irlandese. Uno dei tagli principali riguardò il dialogo finale all'aeroporto, in cui Ilsa è combattuta tra restare con Rick o partire col marito. Secondo lo storico del cinema Kevin Rockett, l'intervento della censura riuscì a eliminare uno degli elementi più importanti del film, ovvero l'intensa relazione tra Rick e Ilsa nei giorni di Parigi, portando gran parte del pubblico irlandese a interpretare le ultime parole di Rick come riferite agli effetti debilitanti della guerra piuttosto che alla loro relazione.
In Germania Ovest Casablanca uscì solo nel 1952 in una versione pesantemente censurata e ridotta di 25 minuti. Punti importanti della trama furono modificati durante il doppiaggio, tutte le scene che ritraevano i nazisti e i riferimenti alla seconda guerra mondiale vennero rimossi e il combattente della resistenza antinazista Victor Laszlo diventò Victor Larsen, un fisico atomico norvegese inseguito dall'Interpol dopo essere evaso di prigione. Secondo la storica Jennifer M. Kapczynski dell'Università Washington a Saint Louis, la decisione di distribuire una versione così censurata fu presa perché in Germania Ovest c'era una gran parte di pubblico «che non era ansioso di confrontarsi con certi aspetti della seconda guerra mondiale». Inoltre, la cautela mostrata dal governo e delle organizzazioni culturali nel parlare di nazismo, secondo la Kapczynski era probabilmente dovuta al pericolo «di risvegliare nelle persone il desiderio di un periodo di tempo, un periodo della storia, dal quale essi sono assolutamente tagliati fuori. Potrebbe risvegliare questo desiderio persistente per la storia fascista». La versione originale non fu distribuita fino al 1975.

### Edizione italiana
Prima di uscire nelle sale italiane nel 1946, il film venne sottoposto a una rigorosa censura che riguardò in particolare:
- il cambio del nome del faccendiere Ferrari in Ferrac, affinché non fossero riconoscibili le sue origini italiane;
- l'eliminazione di due brevi scene (ripristinate con nuovo doppiaggio nelle edizioni in DVD) in cui è protagonista il capitano Tonelli, ufficiale rappresentante l'alleanza italiana con l'esercito tedesco;
- il fatto che Rick Blaine avesse contrabbandato armi per i ribelli etiopi durante la guerra coloniale con l'Italia. Nella versione italiana si parla dei cinesi, presumibilmente nella seconda guerra sino-giapponese.

#### Doppiaggio
La versione italiana del film è stata curata da Carlo Silva. Il doppiaggio italiano, invece, fu eseguito a Roma dalla CDC negli stabilimenti Titanus sotto la direzione di Nicola Fausto Neroni.
La protagonista, interpretata da Ingrid Bergman nel film, venne doppiata da Giovanna Scotto e non dalla sua storica doppiatrice Lydia Simoneschi. Uno dei personaggi secondari visibile all'inizio del film viene doppiato da Alberto Sordi.

### Edizioni home video
Casablanca è stato distribuito in VHS per la prima volta nel 1980 dalla VidAmerica.
La prima edizione in DVD è quella della MGM uscita il 17 novembre 1998, che includeva il documentario You Must Remember This: A Tribute to Casablanca narrato da Lauren Bacall e un booklet con note di produzione e curiosità sul film. Nel 2003 è uscita un'edizione speciale in 2 DVD della Warner Home Video, con numerosi extra tra cui i commenti audio del critico Roger Ebert e dello storico del cinema Rudy Behlmer, il cortometraggio animato Casablanca Bugs, la registrazione dell'adattamento radiofonico per The Screen Guild Theater del 26 aprile 1943, il primo episodio dell'adattamento televisivo del 1955, fotografie, memorabilia e materiale promozionale. La stessa edizione è stata distribuita di nuovo il 14 novembre 2006 in versione HD DVD.
Il 2 dicembre 2008 è uscita una nuova edizione della Warner Home Video in Blu-ray, con ulteriore materiale extra tra cui i documentari Bacall on Bogart, As Time Goes By: The Children Remember e Jack L. Warner: The Last Mogul, e il 27 marzo 2012 sempre la Warner ha distribuito una versione restaurata in Blu-ray per il 70º anniversario del film.

### La versione a colori
Nel 1984 la MGM/UA incaricò la Color Systems Technology di colorizzare il film per 180 mila dollari. Due anni dopo, la Turner Broadcasting System acquistò la cineteca della MGM/UA e annullò la richiesta. Nel 1988 Ted Turner stipulò un contratto con l'American Film Technologies, che completò la colorizzazione in due mesi al costo di 450 mila dollari. Quando la versione a colori fu trasmessa dall'emittente WTBS, fu vista da tre milioni di spettatori, non riuscendo a entrare tra i primi dieci programmi via cavo più visti della settimana e ricevendo per lo più critiche negative. Turner reagì dicendo che Casablanca era «uno dei pochi film che in realtà non avrebbe dovuto essere colorizzati. L'ho fatto perché lo volevo. Tutto quello che sto cercando di fare è proteggere il mio investimento». In seguito il critico Gary Edgerton ha scritto sul Journal of Popular Film & Television che «Casablanca a colori ha finito per essere molto più blando nell'aspetto e, nel complesso, molto meno interessante visivamente rispetto al suo predecessore del 1942». Nel 1992 Stephen Bogart, figlio dell'attore e uomo d'affari ha dichiarato: «Se hai intenzione di colorare Casablanca, perché allora non mettere le braccia alla Venere di Milo?»

## Accoglienza

### Incassi
Secondo i documenti della Warner Bros. il film incassò complessivamente 6,8 milioni di dollari, 3,4 milioni negli Stati Uniti e altrettanti all'estero.

### Critica
Il sito di recensioni Rotten Tomatoes riporta un indice di gradimento del 99% basato su 136 recensioni professionali e una valutazione media di 9,50/10, con il consenso critico che recita: «Un capolavoro indiscusso e forse la dichiarazione di Hollywood su amore e romanticismo per eccellenza, Casablanca è solo migliorato con l'età, vantando interpretazioni che hanno contraddistinto la carriera di Humphrey Bogart e Ingrid Bergman». Il sito Metacritic assegna al film un raro punteggio di 100 su 100 basato su 18 recensioni, indicando un «plauso universale».
Bosley Crowther descrisse Casablanca «uno dei film più vivaci e acuti dell'anno» e nella sua recensione per il New York Times scrisse: «Hanno usato la personalità di Bogart, così ben definita da altri brillanti film, per trasmettere l'idea di una ferma e fredda resistenza alle forze malvagie che ci sono ora in Europa. E sono riusciti a combinare i sentimenti, l'umorismo, il pathos al melodramma e agli intrighi, ottenendo come risultato un film molto interessante e persino stimolante». La rivista Variety elogiò «la combinazione di ottime interpretazioni, storia avvincente e regia accurata» e «la varietà di stati d'animo, azione, suspense, commedia e dramma». Oltre a sottolineare le interpretazioni di Henreid e della Bergman, osservò che «Bogart, come ci si potrebbe aspettare, è più a suo agio come aspro e cinico proprietario di un locale che come amante, ma gestisce entrambi i compiti con superba finezza».
Meno entusiastica fu la recensione apparsa su The New Yorker, nella quale il film fu giudicato «discretamente passabile», ma «non all'altezza di Agguato ai tropici», mentre in Italia il quotidiano La Stampa definì il tono del film «abbastanza convenzionale, ravvivato dalle apparizioni di Conrad Veidt, Claude Rains, Peter Lorre e soprattutto di Humphrey Bogart e di Ingrid Bergman, oggi decisamente l'attrice più interessante e convincente che gli studi di Hollywood possano vantare».
Nel 1992 Bob Strauss del Los Angeles Times ha sottolineato «la purezza del suo essere un film dell'epoca d'oro di Hollywood», capace di «bilanciare quasi alla perfezione la suspense, il romanticismo e la commedia». Nel 1996 il critico Roger Ebert lo ha definito «un film che ha trasceso le categorie ordinarie. È sopravvissuto al culto di Bogart, è sopravvissuto al circuito del revival, se n'è infischiato di coloro che lo avrebbero deturpato con la colorizzazione, è balzato nel tempo per conquistare il pubblico nato decenni dopo che era stato realizzato». «Vedendo il film più e più volte, anno dopo anno», continua Ebert, «trovo che non diventi mai eccessivamente familiare. È come l'album musicale preferito, più lo si conosce, più ci piace. La fotografia in bianco e nero non è invecchiata come farebbe il colore. Il dialogo è così scarno e cinico che non è diventato antiquato».
In anni recenti la docente di cultura e letteratura americana Tanfer Emin Tunc lo ha definito su Bright Lights Film Journal «uno di quei rari film dell'età dell'oro di Hollywood che è riuscito a trascendere la sua era per intrattenere generazioni di spettatori», mentre la critica Angie Errigo ha scritto sul mensile Empire: «Amore, onore, brividi, battute e una melodia di successo sono tra le attrazioni, che includono anche un perfetto cast di supporto fatto di cattivi, furfanti, ladri, rifugiati e personale del bar. Ma è lo spettacolo di Bogart e Bergman, che entrano nell'immortalità come amanti dello schermo riuniti solo in parte. La prova inconfutabile che i grandi film nascono per caso».

## Riconoscimenti

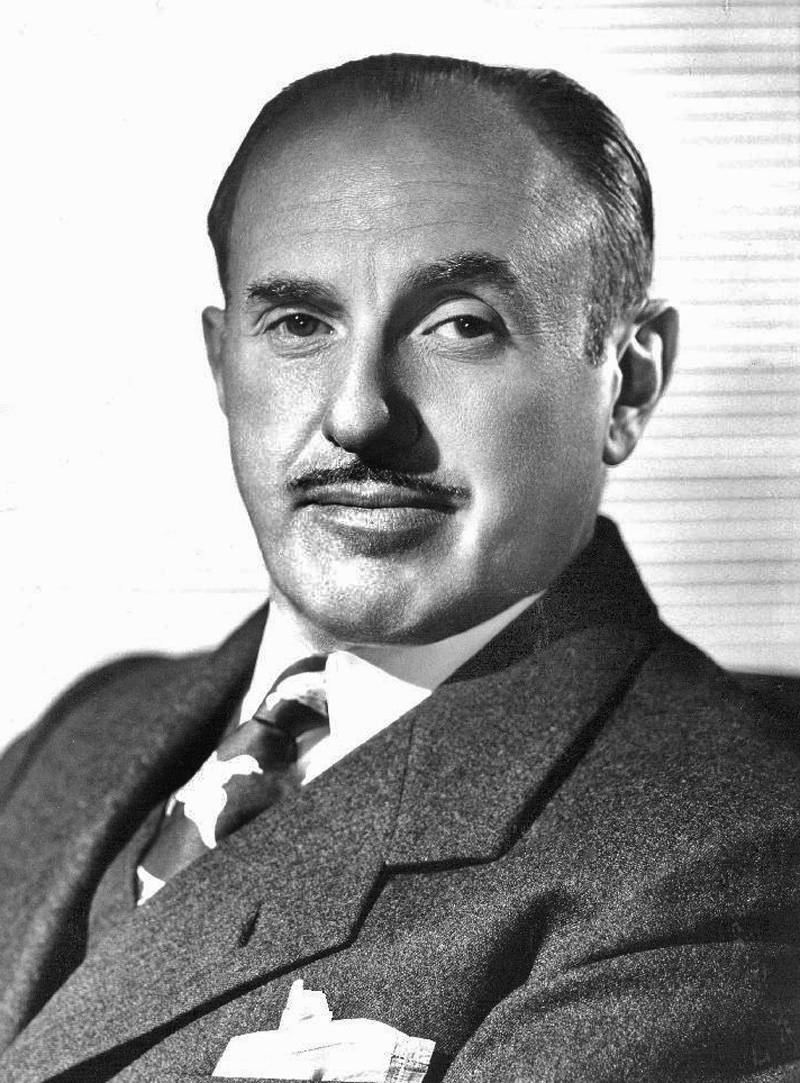
Il produttore Jack L. Warner

Dal momento che Casablanca era stato proiettato in anteprima il 26 novembre 1942, il New York Film Critics Circle decise di includerlo tra le candidature dello stesso anno. Al contrario, l'Academy of Motion Picture Arts and Sciences considerò l'anno in cui era stato distribuito a livello nazionale, ovvero il 1943, e lo incluse tra le candidature per gli Oscar del 1944.
Durante la cerimonia, all'annuncio della vittoria di Casablanca come miglior film Hal B. Wallis si alzò per andare a ritirare l'Oscar, ma fu preceduto da Jack L. Warner che raggiunse il palco prima di lui e accettò il riconoscimento. «Non potevo credere che stesse accadendo», ha ricordato Wallis anni dopo nella sua autobiografia, «Casablanca era stata la mia creatura, Jack non aveva assolutamente niente a che fare con questo... cercai di uscire dalla fila di sedie ed entrare nel corridoio, ma l'intera famiglia Warner mi bloccò. Non avevo altra alternativa che sedermi di nuovo, umiliato e furioso... Quasi quarant'anni dopo non mi sono ancora ripreso dallo shock». Anche se era una prassi generalmente accettata che gli studios ritirassero il premio per il miglior film, l'episodio portò a una rottura tra i due e poco tempo dopo Wallis lasciò Warner Bros. per diventare un produttore indipendente. Durante la cerimonia Wallis vinse anche il Premio alla memoria Irving G. Thalberg per «l'elevata e costante qualità della produzione da parte di un singolo produttore, basata su film prodotti personalmente durante l'anno precedente».
Alla sua quinta candidatura come miglior regista, Michael Curtiz ritirò l'Oscar limitandosi a dire: «Molte volte ho avuto un discorso pronto, ma niente da fare... L'eterno secondo... Adesso che vinco non ho parole».
- 1944 – Premio Oscar
  - Miglior film a Hal B. Wallis (per la Warner Bros.)
  - Miglior regista a Michael Curtiz
  - Migliore sceneggiatura a Julius J. Epstein, Philip G. Epstein e Howard Koch
  - Candidatura al miglior attore protagonista a Humphrey Bogart
  - Candidatura al miglior attore non protagonista a Claude Rains
  - Candidatura per la migliore fotografia (bianco e nero) a Arthur Edeson
  - Candidatura per il miglior montaggio a Owen Marks
  - Candidatura per la migliore colonna sonora (film drammatico o commedia) a Max Steiner
- 1943 – National Board of Review of Motion Pictures Awards
  - Top Ten Films
  - Miglior regista a Michael Curtiz
- 1942 – New York Film Critics Circle Awards
  - Candidatura per il miglior attore protagonista a Humphrey Bogart
  - Candidatura per il miglior regista a Michael Curtiz

### AFI 100 Years
Il film ha trovato posto in molte delle liste della serie AFI 100 Years..., composte da titoli del cinema statunitense selezionati dall'American Film Institute a partire dal 1998 per celebrare la storia del cinema.
- 1998 – AFI's 100 Years... 100 Movies (i cento migliori film statunitensi di sempre) – 2º posto
- 2001 – AFI's 100 Years... 100 Thrills (i cento film ritenuti più coinvolgenti e avvincenti) – 37º posto
- 2002 – AFI's 100 Years... 100 Passions (i cento migliori film sentimentali) – 1º posto
- 2003 – AFI's 100 Years... 100 Heroes and Villains (i cento migliori eroi e cattivi del cinema americano) – 4º posto (Rick Blaine)
- 2004 – AFI's 100 Years... 100 Songs (le cento migliori canzoni presenti in un film) – 2º posto (As Time Goes By)
- 2005 – AFI's 100 Years... 100 Movie Quotes (le cento migliori citazioni cinematografiche):[67]

| Citazione in italiano                                      | Citazione in inglese                                                          | Pronunciata da   | Posizione nella lista |
| ---------------------------------------------------------- | ----------------------------------------------------------------------------- | ---------------- | --------------------- |
| Alla tua salute, bambina.                                  | Here's looking at you, kid.                                                   | Rick Blaine      | 5º posto              |
| Louis, forse oggi noi inauguriamo una bella amicizia.      | Louis, I think this is the beginning of a beautiful friendship.               | Rick Blaine      | 20º posto             |
| Suonala, Sam. Suona "As Time Goes By".                     | Play it, Sam. Play "As Time Goes By".                                         | Ilsa Lund        | 28º posto             |
| Fermate i soliti sospetti.                                 | Round up the usual suspects.                                                  | Capitano Renault | 32º posto             |
| Avremo sempre Parigi.                                      | We'll always have Paris.                                                      | Rick Blaine      | 43º posto             |
| Con tanti ritrovi nel mondo doveva venire proprio nel mio. | Of all the gin joints in all the towns in all the world, she walks into mine. | Rick Blaine      | 67º posto             |

- 2006 – AFI's 100 Years... 100 Cheers (i cento film più commoventi) – 32º posto
- 2007 – AFI's 100 Years... 100 Movies (10th Anniversary Edition) (Edizione del 10º anniversario) – 3º posto

## Influenza culturale
Nel corso degli anni Casablanca è stato oggetto di numerosi omaggi e parodie, non solo in campo cinematografico, e alcune delle frasi del film sono state oggetto di svariate citazioni.
Uno dei più noti è probabilmente il film Provaci ancora, Sam diretto da Herbert Ross nel 1972, in cui un maldestro Woody Allen ricorre ai consigli del «fantasma» di Humphrey Bogart/Rick Blaine (interpretato da Jerry Lacy) nei suoi tentativi di far colpo sulle donne dopo il divorzio dalla moglie. Nella scena finale, in cui Diane Keaton decide di partire con il marito dall'aeroporto di San Francisco, Allen cita le parole di addio che Bogart rivolge alla Bergman aggiungendo: «Sono di Casablanca, ho aspettato tutta una vita l'occasione di usarle!»
Nel film Ma papà ti manda sola? di Peter Bogdanovich (1972), Barbra Streisand seduce l'ingenuo Ryan O'Neal sulle note di As Time Goes By dopo aver citato la frase di Bogart: «Of all the gin joints in all the towns in all the world, she walks into mine». Nel film Casablanca, Casablanca di Francesco Nuti (1985) sono presenti numerose citazioni, a partire dal titolo così come nella sceneggiatura e nelle ambientazioni che ricordano la pellicola originale. Durante il loro primo incontro in Harry, ti presento Sally... di Rob Reiner (1989), Meg Ryan e Billy Crystal parlano di Casablanca e del suo finale (Sally afferma «Io non vorrei mai passare il resto della mia vita a Casablanca, sposata a uno che gestisce un bar»), mentre in un'altra scena conversano al telefono dai rispettivi letti mentre entrambi guardano il film in televisione. La frase «Louis, I think this is the beginning of a beautiful friendship» è citata (in inglese anche nella versione doppiata uscita in Italia) nel finale di Gatto nero, gatto bianco di Emir Kusturica (1998), mentre in Un amore di testimone di Paul Weiland (2008), Sydney Pollack e Patrick Dempsey (padre e figlio nel film) discutono a proposito del personaggio di Rick Blaine. Diversi riferimenti a Casablanca sono presenti anche in La La Land di Damien Chazelle (2016), dalla fascinazione di Mia (Emma Stone) per Ingrid Bergman alla presenza della finestra dalla quale si affacciano Rick e Ilsa a Parigi.
Altri omaggi e parodie sono Una notte a Casablanca, diretto nel 1946 da Archie Mayo e interpretato dai fratelli Marx, A proposito di omicidi... di Robert Moore (1978) e Out Cold di Brendan e Emmett Malloy (2001), mentre il titolo del film I soliti sospetti di Bryan Singer (1995) è un riferimento alla frase «Round up the usual suspects» («Fermate i soliti sospetti»), pronunciata in Casablanca dal capitano Renault. Sempre nel 1995 la stessa Warner Bros. ha prodotto la parodia Casablanca Bugs, cortometraggio animato della serie Looney Tunes con protagonista Bugs Bunny. Nella recensione del film Barb Wire del 1996, il critico Roger Ebert ha sottolineato che la trama del film era praticamente identica a quella di Casablanca. Per il suo film Allied - Un'ombra nascosta del 2016, anch'esso ambientato a Casablanca nel 1942, il regista Robert Zemeckis ha utilizzato il film di Curtiz come spunto per ricreare l'eleganza della città marocchina.
Il film è stato usato come espediente narrativo nel film tv di fantascienza del 1984 Archivio segreto di Douglas Williams. Nella serie televisiva Una mamma per amica sono presenti riferimenti e citazioni di frasi in diversi episodi, mentre il penultimo episodio della quarta stagione di Moonlighting include una sequenza onirica che è una parodia del film, con Bert (Curtis Armstrong) nel ruolo di Bogart e Agnes (Allyce Beasley) in quello della Bergman.
Anche il mondo dei fumetti e dei videogiochi hanno reso omaggio al film in alcune occasioni. Nell'episodio Un tipo a posto della serie I Reporters, creata da Giancarlo Malagutti e Sergio Zaniboni nel 1983, Allen e Kay recitano le battute del film davanti al film in TV, facendo intendere che sia il loro film preferito e di conoscerlo a memoria. Il numero 1657 di Topolino, uscito il 30 agosto 1987, includeva la parodia Topolino - Minni in "Casablanca" sceneggiata e disegnata da Giorgio Cavazzano con sfumature di grigio per ricreare le atmosfere del film. La storia riprendeva alcune delle scene più famose, come quella dove il protagonista Mick (Topolino) chiede al pianista Sam (Pippo) di suonare il solito pezzo. Un'altra parodia è La lunga notte dell'investigatore Merlo, racconto a fumetti realizzato nel 1997 da Leo Ortolani.
L'opera videoludica Grim Fandango è stata fortemente influenzata da Casablanca. Possiamo notare che il vestito bianco che indossa Manny Calavera durante il 2º anno a Rubacava è un omaggio al film, confermato dall'autore stesso Tim Schafer

## Altri media
Negli anni quaranta sono stati realizzati quattro adattamenti radiofonici di Casablanca, trasmessi da altrettante serie antologiche della CBS:
- il 26 aprile 1943 da The Screen Guild Theater, con Humphrey Bogart e Ingrid Bergman nei rispettivi ruoli,[78]
- il 3 settembre 1943 da Philip Morris Playhouse, con Raymond Massey e Madeleine Carroll,[79]
- il 24 gennaio 1944 da Lux Radio Theatre, con Alan Ladd e Hedy Lamarr,[80]
- il 19 dicembre 1944 da Theatre of Romance, con Victor Jory e Mercedes McCambridge.[81]

Dal film sono state tratte anche due serie televisive, entrambe con il titolo originale: una trasmessa dalla ABC dal 27 settembre 1955 al 24 aprile 1956 come parte della serie Warner Brothers Presents, con dieci episodi ambientati durante la guerra fredda ini cui Charles McGraw riprendeva il ruolo interpretato da Bogart (rinominato in questo caso Rick Jason), l'altra trasmessa in cinque episodi dalla NBC dal 10 aprile al 3 settembre 1983, con David Soul nei panni di Rick.
Dopo due tentativi falliti da parte di Julius Epstein nel 1951 e nel 1967, il film è stato adattato in un musical andato in scena dal novembre 2009 al febbraio 2010 dalla Takarazuka Revue, compagnia di teatro musicale giapponese interamente femminile.

## Sequel e remake
A partire dall'anno della sua uscita si sono susseguite numerose voci riguardanti la possibile realizzazione di sequel e remake di Casablanca, cosa che ad oggi non è mai avvenuta.
Nel gennaio 1943 la rivista The Hollywood Reporter annunciò l'imminente produzione di un sequel intitolato Brazzaville, che però non venne mai realizzato. Nel progetto, scritto dallo sceneggiatore Frederick Stephani e ambientato nell'Africa Equatoriale Francese controllata dalle forze della Francia libera, Humphrey Bogart e Sydney Greenstreet avrebbero ripreso i ruoli di Rick e di Ferrac mentre Geraldine Fitzgerald era indicata come possibile co-protagonista.
Nel 1974 la Warner Bros. propose la realizzazione di un remake a François Truffaut. Il regista si mostrò da subito riluttante all'idea per il peso che Casablanca aveva nella storia del cinema americano e dichiarò: «Non è il mio film preferito di Humphrey Bogart, ho un'ammirazione di gran lunga maggiore per Il grande sonno o Acque del sud. Per questo dovrei logicamente trovare meno intimidatoria l'idea di dirigere una nuova versione e non ho dimenticato che il film ha un'atmosfera piuttosto francese. Sono tuttavia consapevole che gli studenti americani hanno creato un culto attorno al film, principalmente per i suoi dialoghi che conoscono a memoria. Non c'è dubbio che la maggior parte degli attori si sentirebbe intimidita come me e non riesco a immaginare che Jean-Paul Belmondo o Catherine Deneuve siano disposti a mettersi nei panni di Humphrey Bogart e Ingrid Bergman».
La notizia di un possibile remake uscì anche nel 2008, una rivisitazione moderna ambientata in Iraq prodotta e interpretata dall'attrice e cantante Madonna nel ruolo di Ilsa Lund e con Ashton Kutcher nel ruolo di Rick Blaine.
Nel 2012 Entertainment Weekly riportò l'intenzione di Cass Warner, nipote del produttore Harry Warner, di portare sullo schermo un soggetto scritto nel 1980 da Howard Koch intitolato Return to Casablanca, incentrato sul figlio illegittimo di Ilsa e Rick e sulla sua ricerca del padre biologico. La Warner Bros. inizialmente non prese in considerazione l'idea di un sequel, senza però escluderla del tutto. «Per una qualche ragione non potevano giustificare il loro interesse fino a quando il progetto non fosse stato maggiormente definito», ha dichiarato Cass Warner, «non hanno detto "Che idea ridicola", hanno detto "Portaci un regista che ci piace e chissà». Ad oggi, il film non è mai stato realizzato, nonostante la Warner ritenesse che avrebbe avvicinato gli spettatori più giovani all'originale: «Voglio che le generazioni continuino ad apprezzare Casablanca e penso che sarebbe un modo per farlo».